# Comtesse de Kermel
Die Comtesse de Kermel (geborene Thérèse Germaine Charlotte Villard; * 15. Juni 1874 in Paris; † 13. Juni 1955 in Bénodet) war eine französische Tennisspielerin im ersten Jahrzehnt des 20. Jahrhunderts.

## Karriere
Therese Villard gewann 1907 in Paris das Dameneinzel der Französischen Tennismeisterschaften. Durch den Sieg über die Französin D’Elva löste sie ihre Landsfrau Kate Gillou-Fenwick ab, die zuvor dreimal in Folge den Titel gewonnen hatte. Ein Jahr später verlor sie diesen erneut an Gillou-Fenwick.
Durch ihre Heirat mit Count Olivier de Kermel im September 1899 wurde sie Comtesse de Kermel.